# Greater Noida

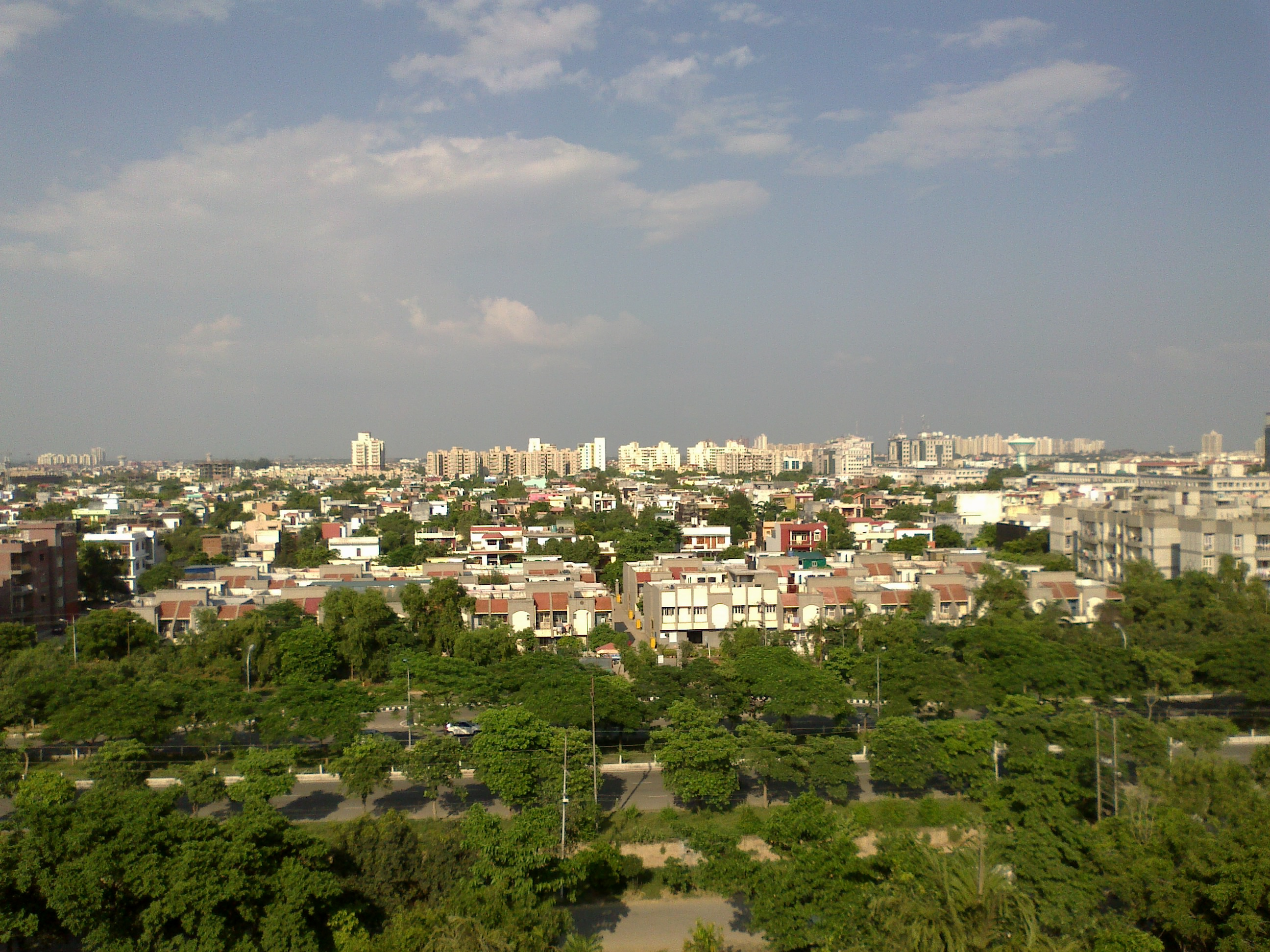
Vy över Greater Noida.

Greater Noida är en stad (census town) i delstaten Uttar Pradesh i Indien, och tillhör distriktet Gautam Buddha Nagar. Den är en så kallad planerad stad och är belägen strax sydost om Noida, några mil sydost om Delhi. Folkmängden uppgick till 102 054 invånare vid folkräkningen 2011.